# کلارکتون (میزوری)
کلارکتون (به انگلیسی: Clarkton) یک شهر در ایالات متحده آمریکا است که در شهرستان دانکلین، میزوری واقع شده‌است. کلارکتون ۲٫۹۳ کیلومتر مربع مساحت و ۱٬۲۸۸ نفر جمعیت دارد و ۸۶ متر بالاتر از سطح دریا قرار دارد.